# San San Nweh
San San Nweh (tiếng Miến Điện: စန်းစန်းနွယ်, [sáɴ sáɴ nwɛ̀]; hoặc San San Nwe) là nhà văn và nhà báo nổi tiếng người Myanmar. Bà đã bị chính quyền quân sự Myanmar bắt giam gần 7 năm (1994-2001) vì bị buộc tội là có "chủ định chống chính phủ".
Năm 2001 San San Nweh đã được trao Giải Bút vàng Tự do, chung với Win Tin, để công nhận "những đóng góp xuất sắc vì sự nghiệp tự do báo chí" ở Myanmar.

## Sự nghiệp
San San Nweh sinh tại Tharrawaddy, Myanmar. Bà là một trong số phụ nữ Myanmar đầu tiên học hoàn tất môn báo chí. San San Nweh làm biên tập viên 2 tờ báo--Gita Padetha và Einmet-Hpu. Từ năm 1974 bà đã xuất bản hơn 10 tiểu thuyết, hơn 500 truyện ngắn và khoảng 100 bài thơ. Các sách của bà trong đó có Alone in the Wind and the Rain, Only a Folding Umbrella, và Prison of Darkness.
Ngày 6.10.1994, San San Nweh và người con gái của bà bị chính quyền bắt, bị quy cho tội "xuất bản thông tin có hại cho nhà nước" với ý định "khích động gây mất trật tự". Bà bị xử phạt 7 năm tù, mức phạt tối đa theo luật trong tình trạng khẩn cấp, rồi sau đó bị phạt thêm 3 năm vì "đưa ra quan điểm thiên vị" cho các nhà báo Pháp trong tháng 4 năm 1993. Bà cũng bị cáo buộc tội "cung cấp thông tin về tình trạng nhân quyền cho Báo cáo viên đặc biệt của Liên Hợp Quốc về Myanmar". San San Nweh đã bị nhiều vấn đề khó khăn về sức khỏe trong thời gian ở tù.
Sau khi đã ở tù gần 7 năm theo bản án 10 năm, San San Nweh được phóng thích khỏi nhà tù Insein ở Yangon trong tháng 7 năm 2001, nhưng không được phép ra khỏi Myanmar.

## Giải thưởng
San San Nweh đã đoạt nhiều giải thưởng, trong đó có:
- giải PEN/Barbara Goldsmith Freedom to Write Award (Giải quyền Tự do viết Barbara Goldsmith của Văn bút Hoa Kỳ) năm 1995
- "Giải Quỹ của Pháp" của tổ chức Phóng viên không biên giới năm 1999.
- Giải Bút vàng Tự do năm 2001 (chung với Win Tin).